# Bobo, der Ausbrecherkönig

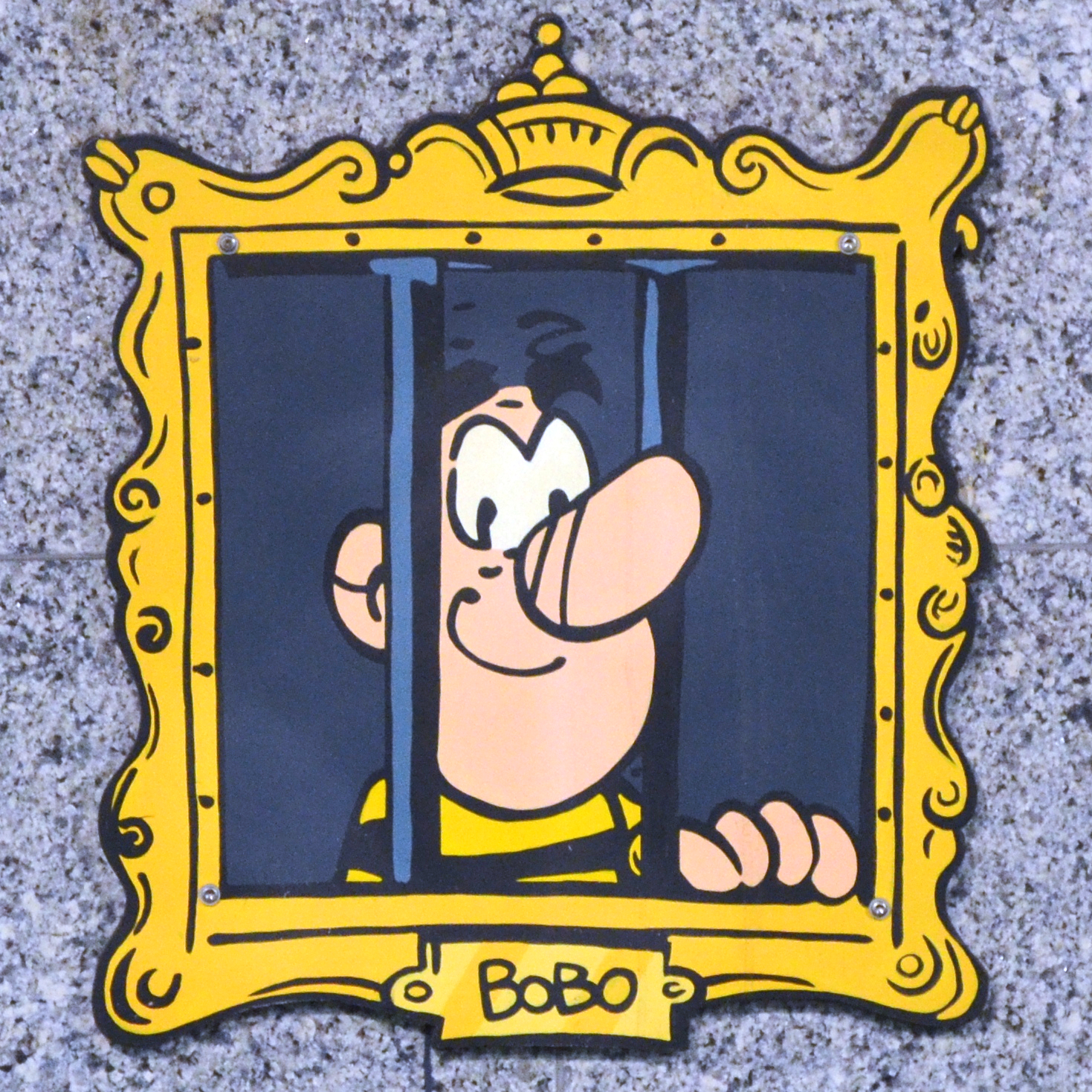

Bobo ist eine von dem belgischen Comicautor Maurice Rosy gemeinsam mit dem Zeichner Paul Deliège 1961 geschaffene Comicfigur. 

## Handlung
Bobo ist in der Strafanstalt Riegelfest (im Original Inzepoket) inhaftiert. Sein Hauptziel ist der erfolgreiche Ausbruch aus der Strafanstalt, was allerdings nie gelingt und an diversesten Hindernissen scheitert, entweder an neidischen Mitgefangenen oder der Inkompetenz der Gefängnisverwaltung.

## Charaktere
- Bobo ist Häftling. Sein einziges Lebensziel ist der erfolgreiche Ausbruch aus Riegelfest. Wie seine Mitgefangenen ist er in die klassische, von den Daltons bekannte schwarz-gelb quergestreifte Gefängniskluft gekleidet.
- Kneifzangen-Henry (zunächst Julius der Einfaltspinsel, im Original Julot-les-pinceaux) ist Bobos unfähiger, aber wenigstens auf freiem Fuß befindlicher Fluchthelfer, der ihn wiederholt bei seinen Ausbruchsversuchen unterstützt, wenn auch vergeblich.
- Der Direktor von Riegelfest behandelt die ihm anvertrauten Häftlinge eher wie ein gutmütiger Familienvater, auch Bobos Ausbruchsversuchen gegenüber ist er immer wieder nachsichtig.
- Baby-Joe (zunächst Ede, im Original Joe la Candeur) ist ein brutaler, wenngleich wenig intelligenter Mitgefangener, der Bobos Ausbruchspläne wiederholt durchkreuzt, teils unfreiwillig.

## Veröffentlichungen
In Frankreich wurde die Serie von 1961 bis 1996 in insgesamt 103 Comicalben und weiteren Publikationen publiziert. Erstmals erschien Bobo am 12. April 1961 im Magazin Spirou. In Deutschland erschien die erste Veröffentlichung im Kauka Verlag 1966, mit teils längeren Unterbrechungen wurden Strips mit Bobo bis 1995 bei Kauka in unterschiedlichen Magazinen veröffentlicht. 

## Adaptionen
1988 erschien das Computerspiel namens Bobo für Atari ST und Commodore Amiga bei Infogrames Entertainment.